# Prins Wilhelm, hertig av Södermanland
Carl Wilhelm Ludvig, född 17 juni 1884 på Tullgarns slott, död 5 juni 1965 på Stenhammars slott i Flens kommun, var författare, filmproducent samt prins av Sverige och Norge (från 1905 prins av Sverige) och hertig av Södermanland. Wilhelm var son till Gustaf V och drottning Victoria samt bror till Gustaf VI Adolf och prins Erik och var känd som författare under namnet Prins Wilhelm.

## Biografi
Prins Wilhelm tjänstgjorde 1898-1904 som kadett, avlade 1904 sjöofficersexamen och utnämndes samma år till underlöjtnant, 1906 till löjtnant och 1913 till kapten samt tjänstgjorde från 1914 som fartygschef på torpedbåten Castor och som divisionschef för torpedbåtsdivision.

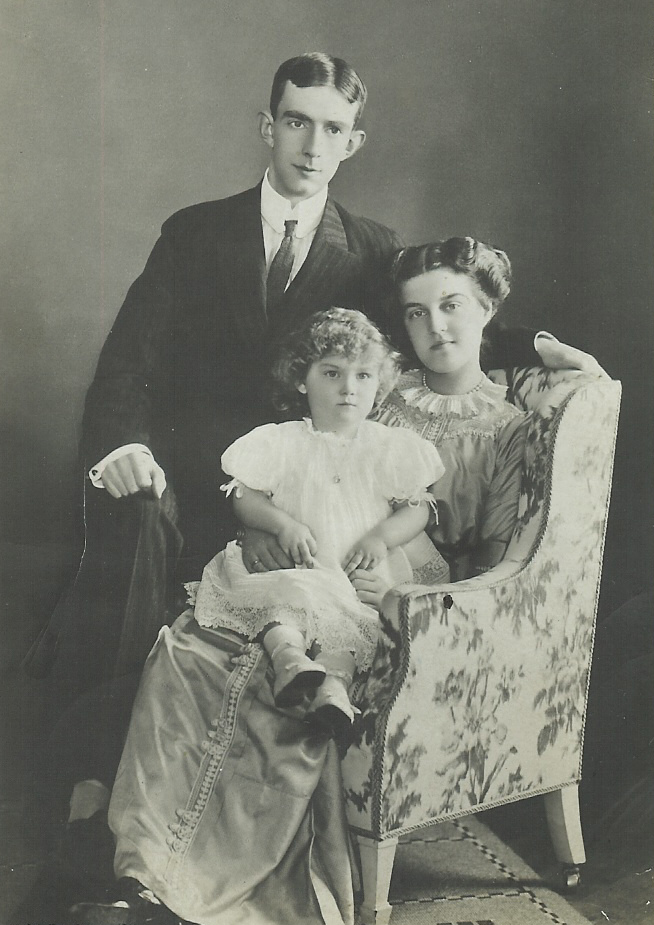
Prins Wilhelm av Sverige, hertig av Södermanland, med hustrun Maria och sonen Lennart, Hofatelier Jaeger 1911.

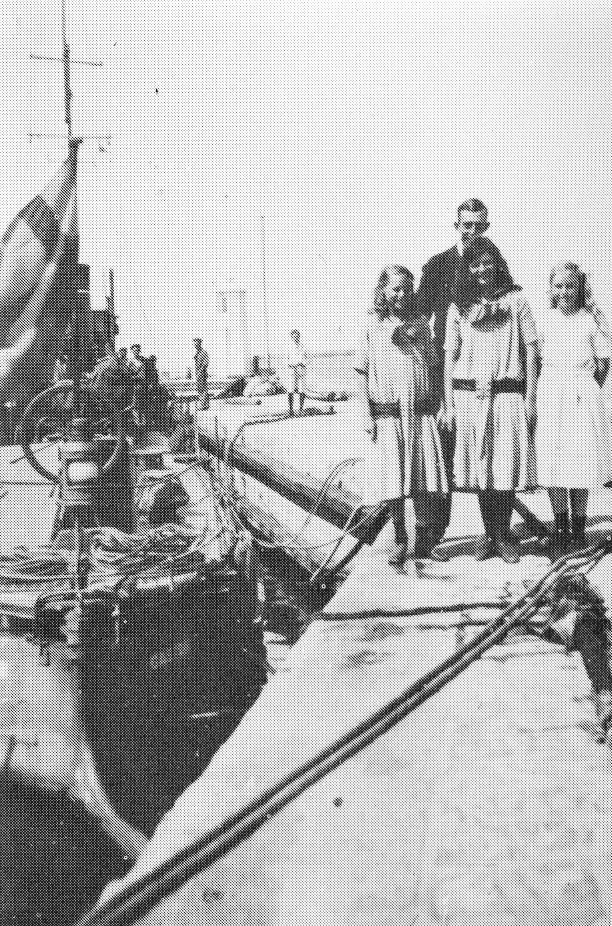
Prins Wilhelm i Skanör 1916, tillsammans med tre lokala flickor.

Konung Oscar II skriver den 25 oktober 1907 ett brev till tsar Nikolaj II där han framhåller lämpligheten av en förening mellan sin sonson och tsar Nikolajs kusin, storfurstinnan Maria Pavlovna. Han vigdes 3 maj 1908 i Sankt Petersburg med ryska storfurstinnan Maria Pavlovna. Deras son Lennart föddes 1909. Familjen bodde i villan Oakhill på Djurgården i Stockholm. Äktenskapet upplöstes redan 1914, och Maria Pavlovna fick den 2 juli samma år tillbaka sin titel som rysk storfurstinna.
Efter skilsmässan från Maria till sin död bodde prins Wilhelm på godset Stenhammar nära Flen. Där levde han under mer än 30 år tillsammans med Jeanne de Tramcourt. Jeanne de Tramcourt kallades "värdinna" på Stenhammar. Den 2 januari 1952 omkom hon i en bilolycka i närheten av Stjärnhov i Södermanland, när de var på väg till Stenhammar efter att ha besökt sonen Lennart. Wilhelm körde själv vid olyckan.  
Under åren 1920 till 1949 producerade han ett trettiotal filmer, främst expeditionsfilmer och reseskildringar i exempelvis Afrika och Centralamerika men främst i Sverige där han för SF också gjorde en mängd journalfilmer. Han gjorde flera landskapsfilmer tillsammans med Gustaf Boge. Dessutom författade han reseskildringar och var från 1936 medarbetare i Svenska Dagbladet.
Prins Wilhelm erhöll 14 februari 1947 frihetskorset av sin syssling den norske kungen Håkon VII. Motiveringen löd: "for fremragende fortjenester av Norges sak under krigen". Han var från 27 maj 1908 hedersledamot av Kungliga Vetenskapsakademien.
Prinsen led av lungemfysem de sista åren till följd av kedjerökning och avled i sömnen av en hjärtinfarkt.

## Barn
1. Lennart (1909-2004) hertig av Småland till 1932, gift 1932-1971 med Karin Nissvandt (1911-1991), gift 1972 med Sonja Haunz (1944-2008)

## Resor
Wilhelm reste till USA i augusti 1907, då han livligt hyllades av svenskamerikanerna. 1911 reste han till Siam, och han genomförde en jakt- och forskningsresa till södra Afrika mellan november 1913 och april 1914. En annan expedition, i etnografisk-arkeologiskt syfte, gick till Centralamerika januari-juni 1920 och i november samma år gjorde han en zoologisk forskningsfärd till Centralafrika. Material från de afrikanska resorna förvaltas idag av Naturhistoriska riksmuseet och Statens museer för världskultur.

## Ordnar och utmärkelser

### Svenska ordnar och utmärkelser
- Riddare och kommendör av Kunglig Majestäts orden, 1884.
- Kommendör med stora korset av Svärdsorden, 1884.
- Kommendör med stora korset av Nordstjärneorden, 1884.
- Kommendör med stora korset av Vasaorden från 16 juni 1948[6]
- Riddare av Carl XIII:s orden, 1884.
- Innehavare av det till Oscar II:s 35-åriga regeringsjubileum instiftade minnestecknet, 1897
- Innehavare av den med anledning av DD. KK. HH. Kronprins Gustafs och Kronprinsessan Victorias silverbröllop utdelade medalj, 1906.
- Innehavare av Oscar II:s och Drottning Sofias guldbröllopsminnestecken; 1907.
- Innehavare av det med anledning av Hans Majestät Konung Gustaf V:s 70-årsdag instiftade minnestecknet, 1928.
- Innehavare av det med anledning av Hans Majestät Konung Gustaf V:s 90-årsdag instiftade minnestecknet, 1948.

### Utländska ordnar och utmärkelser
- Storhertigliga Badiska husorden Fidelitas[7]
- Storkorset av Belgiska Leopoldsorden[7]
- Riddare av Danska Elefantorden[7]
- Egyptiska Mohammed Ali-orden;[7]
- Storkorset av Finlands Vita Ros' orden[7]
- Storkorset av Franska Hederslegionen;[7]
- Storkorset av Italienska Annunziataorden;[7]
- Riddare Karl den heliges orden
- Storkorset av Nederländska Lejonorden (1901)[8]
- Riddare av Norska Lejonorden 1904.[7]
- Storkorset med kedja av S:t Olavsorden[7]
- Riddare av Preussiska Svarta örns orden[7] och
- Riddare av Preussiska Röda örns orden[7]
- Storkorset av Rumänska Stjärnans orden
- Riddare av Ryska Sankt Andreas orden,[7]
- Riddare av Ryska S:t Alexander Nevskys orden,[7]
- Riddare av Ryska Vita örns orden,[7]
- Riddare av Ryska Sankt Annas orden[7]
- Riddare av Ryska Sankt Stanislais orden[7]
- Storkorset av Storbritanniska Victoriaorden[7] (1905)
- Engelsk Kröningsmedalj[7]
- Riddare av Siamesiska Maha Chakri orden[7]
- Tunesiska Amanorden[7]
- Riddare av Turkiska Osmaniéorden och Liakatmedaljen i guld[7]
- Siamesisk Kröningsmedalj 1911[7]
- Storhertigliga Badiska Jubileumsmedaljen[7]
- Storhertigliga Badiska Guldbröllopstecknet[7]
- Kejsar Wilhelm I:s Minnesmedalj[9]

## Författarskap
Wilhelm skrev främst prosa och hans första arbeten var reseskildringen Där solen lyser (1913), som handlar om besöket i Siam. År 1912 utkom "Indisk erotik. Fritt efter L. HOPE: The garden of Karna" sen tolkning utgiven under pseudonymen L. Wica. Därpå följde diktsamlingarna Släckta fyrar (1916) och Svart och vitt (3 uppl. 1918), novellsamlingen Den gamla tallen (1919) och reseskildringen Mellan två kontinenter (1920), ägnad besöket i Centralamerika. 1933 utkom Nära öknen, västerländsk skildring av en rundresa i Tunisien. Han skrev även flera sjömansvisor, till exempel En sjömansvisa.
Så här beskrevs hans författarskap i Nordisk familjebok, band 32 utgivet 1921:
| ” | Wilhelms resebeskrivningar är friska och flärdlösa turistböcker, där scenerier och händelser framställs med färg och fart. Hans dikter visar ett otvetydigt poetkynne, till sitt uttryckssätt påverkat av nittiotalets mästare, ett varmblodigt begär att njuta av livet, personlig öppenhet, naturlig lätthet för landskaps- och situationsmålning – särskilt är hans sjöstämningar verkningsfulla – och en kärnlyrisk åder, som strömmar rikare i hans andra samling. | „ |

### Bibliografi

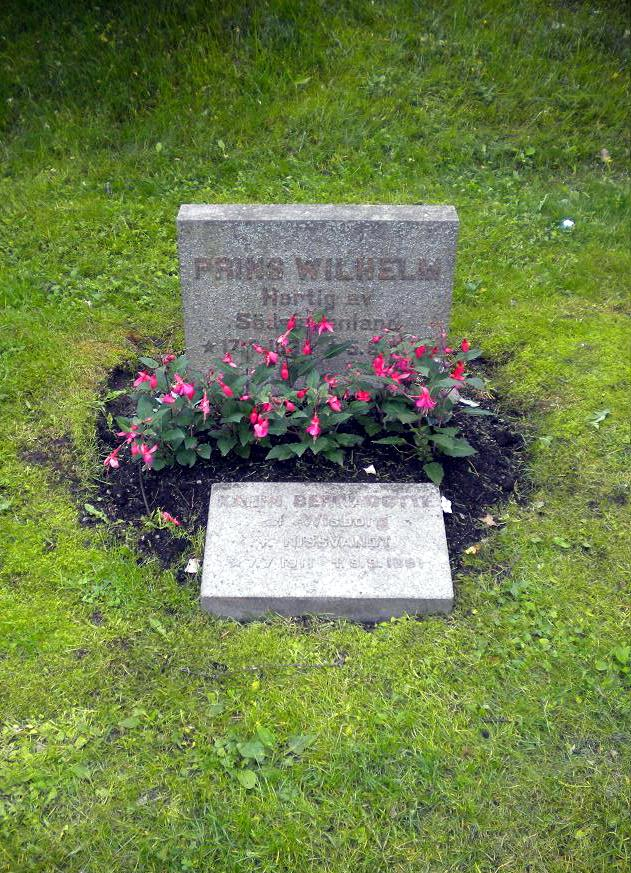
Wilhelms enkla grav på Flens södra kyrkogård.

#### Tolkningar
- Indisk erotik / fritt efter L. Hope: "The garden of Kama" af L. Wica. Stockholm: Norstedt. 1912. Libris 1641481
- Flecker, James Elroy (1923). Hassan : berättelsen om Hassan från Bagdad och hur han kom att företaga den gyllene resan till Samarkand ; ett skådespel i fem akter /  översättning av Wilhelm. Stockholm: Norstedt. Libris 1472386
- Tagore, Rabindranath (1927). Eldflugor / bemyndigad översättning av prins Wilhelm. Stockholm: Norstedt. Libris 1336082

## Dokumentärfilmer
Mellan åren 1920 och 1949 medverkade Prins Wilhelm i närmare 250 journalfilmer. Under samma period producerade han ett trettiotal filmer av dokumentär prägel. Dessa filmer har kommit att förkortas PeWe-filmer. Han framträder alltid själv i bild då han berättar om de olika platser han besöker i en sorts populäretnografisk reseskildring. Några av filmerna är inspelade i exempelvis Afrika och Centralamerika men huvudparten är gjorda i Sverige. I dessa filmer om Sverige skildras ett nationalromantiskt rike med strävsamma gamla gubbar och snälla gummor. Filmerna präglas av nationella idylliska klichéer och propagerar för ett bevarande av det som varit. Man ska ha i åtanke att detta är samtidigt som Ludvig "Lubbe" Nordström gjorde sina dokumentära radioreportage om Lort-Sverige, en tid då Per Albin Hanssons folkhem tog sin form. Samtidigt var Prins Wilhelms insikt om filmens genomslagskraft, att mediet var ett utmärkt verktyg för att föra fram sina åsikter, en för sin tid mycket radikal och modern uppfattning.

### Regi
- 1948 - Röda jordens folk
- 1945 - En resa på Dal
- 1942 - Hos smålänningar
- 1941 - Ekhult heter gården
- 1940 - Idyll och allvar i svensk beredskap
- 1940 - Gutarnas ö
- 1938 - Folk mellan fjäll
- 1935 - Västerhavets män
- 1934 – Havets melodi
- 1922 – Med prins Wilhelm på afrikanska jaktstigar
- 1921 – Prins Wilhelms expedition till Central-Amerika

### Manus
- 1947 - Skärkarlar och sälar på Harstena
- 1946 - Uddeholm
- 1946 - Skånsk bygd (Från Hallandsåsen till Ven)

## Anfäder
|               |  |  |  |  |  |  |  |                              |  |  |  |  |  |  |  |                                 |  |  |  |  |  |  |  | Kung Oscar I                                   |
|               |  |  |  |  |  |  |  |                              |  |  |  |  |  |  |  |                                 |  |  |  |  |  |  |  |                                                |
|               |  |  |  |  |  |  |  |                              |  |  |  |  |  |  |  | Kung Oscar II                   |  |  |  |  |  |  |  |                                                |
|               |  |  |  |  |  |  |  |                              |  |  |  |  |  |  |  |                                 |  |  |  |  |  |  |  |                                                |
|               |  |  |  |  |  |  |  |                              |  |  |  |  |  |  |  |                                 |  |  |  |  |  |  |  | Prinsessan Joséphine av Leuchtenberg           |
|               |  |  |  |  |  |  |  |                              |  |  |  |  |  |  |  |                                 |  |  |  |  |  |  |  |                                                |
|               |  |  |  |  |  |  |  | Kung Gustaf V                |  |  |  |  |  |  |  |                                 |  |  |  |  |  |  |  |                                                |
|               |  |  |  |  |  |  |  |                              |  |  |  |  |  |  |  |                                 |  |  |  |  |  |  |  |                                                |
|               |  |  |  |  |  |  |  |                              |  |  |  |  |  |  |  |                                 |  |  |  |  |  |  |  | Hertig Wilhelm I av Nassau                     |
|               |  |  |  |  |  |  |  |                              |  |  |  |  |  |  |  |                                 |  |  |  |  |  |  |  |                                                |
|               |  |  |  |  |  |  |  |                              |  |  |  |  |  |  |  | Prinsessan Sophie av Nassau     |  |  |  |  |  |  |  |                                                |
|               |  |  |  |  |  |  |  |                              |  |  |  |  |  |  |  |                                 |  |  |  |  |  |  |  |                                                |
|               |  |  |  |  |  |  |  |                              |  |  |  |  |  |  |  |                                 |  |  |  |  |  |  |  | Prinsessan Pauline av Württemberg              |
|               |  |  |  |  |  |  |  |                              |  |  |  |  |  |  |  |                                 |  |  |  |  |  |  |  |                                                |
| Prins Wilhelm |  |  |  |  |  |  |  |                              |  |  |  |  |  |  |  |                                 |  |  |  |  |  |  |  |                                                |
|               |  |  |  |  |  |  |  |                              |  |  |  |  |  |  |  |                                 |  |  |  |  |  |  |  | Storhertig Leopold av Baden                    |
|               |  |  |  |  |  |  |  |                              |  |  |  |  |  |  |  |                                 |  |  |  |  |  |  |  |                                                |
|               |  |  |  |  |  |  |  |                              |  |  |  |  |  |  |  | Storhertig Friedrich I av Baden |  |  |  |  |  |  |  |                                                |
|               |  |  |  |  |  |  |  |                              |  |  |  |  |  |  |  |                                 |  |  |  |  |  |  |  |                                                |
|               |  |  |  |  |  |  |  |                              |  |  |  |  |  |  |  |                                 |  |  |  |  |  |  |  | Prinsessan Sofia                               |
|               |  |  |  |  |  |  |  |                              |  |  |  |  |  |  |  |                                 |  |  |  |  |  |  |  |                                                |
|               |  |  |  |  |  |  |  | Prinsessan Victoria av Baden |  |  |  |  |  |  |  |                                 |  |  |  |  |  |  |  |                                                |
|               |  |  |  |  |  |  |  |                              |  |  |  |  |  |  |  |                                 |  |  |  |  |  |  |  |                                                |
|               |  |  |  |  |  |  |  |                              |  |  |  |  |  |  |  |                                 |  |  |  |  |  |  |  | Kejsar Wilhelm I av Tyskland, kung av Preussen |
|               |  |  |  |  |  |  |  |                              |  |  |  |  |  |  |  |                                 |  |  |  |  |  |  |  |                                                |
|               |  |  |  |  |  |  |  |                              |  |  |  |  |  |  |  | Prinsessan Luise av Preussen    |  |  |  |  |  |  |  |                                                |
|               |  |  |  |  |  |  |  |                              |  |  |  |  |  |  |  |                                 |  |  |  |  |  |  |  |                                                |
|               |  |  |  |  |  |  |  |                              |  |  |  |  |  |  |  |                                 |  |  |  |  |  |  |  | Prinsessan Augusta av Sachsen-Weimar           |
|               |  |  |  |  |  |  |  |                              |  |  |  |  |  |  |  |                                 |  |  |  |  |  |  |  |                                                |